# 마고 폰테인

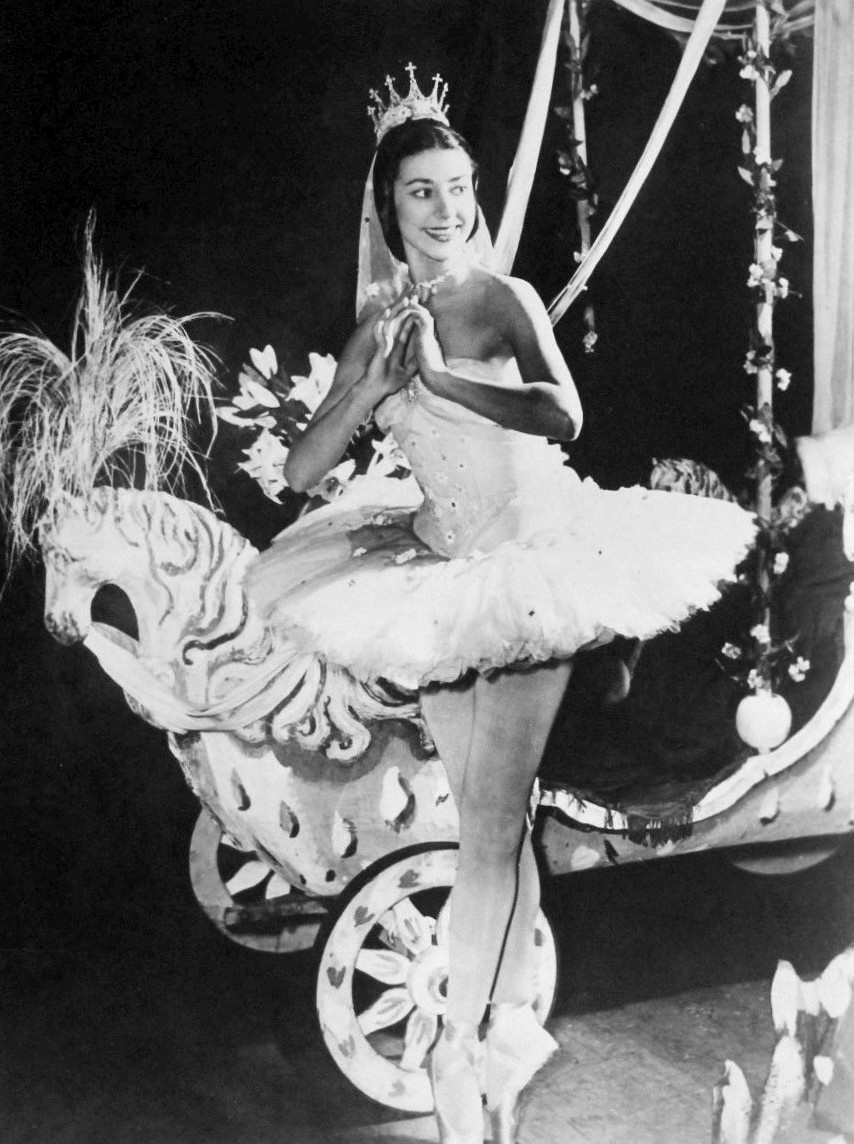
마고 폰테인 (1957년)

마고 폰테인 여사(Dame Margot Fonteyn de Arias, DBE, 1919년 5월 18일 ~ 1991년 2월 21일)는 영국의 발레리나이다. 20세기 가장 위대한 고전 발레 무용수 가운데 한 명으로 여겨진다.
그녀는 평생 로열 발레단에서 활동하였으며, 엘리자베스 2세로부터 프리마 발레리나 압솔루타로 지명되었다. 1981년부터 1990년까지 더럼 대학교 총장(Chancellor)을 지내기도 했다.

## 서훈
- 1951년 대영 제국 훈장 3등급(CBE)[2]
- 1956년 대영 제국 훈장 2등급(DBE, 작위급 훈장)[3]